# 河川吸口魚
河川吸口魚（學名：Moxostoma carinatum），俗名包括大鋸鯔魚、河鯔魚、大紅馬魚、紅鰭紅馬魚和紅馬鯔魚，為輻鰭魚綱鯉形目亞口魚科的其中一種，為溫帶淡水魚，分布於北美洲加拿大魁北克省聖羅倫斯河、美國明尼蘇達州中部、愛荷華州西部的五大湖與密西西比河流域，南至阿拉巴馬州北部與奧克拉荷馬州東部、佛羅里達州的艾斯坎比亞河到路易斯安那與密西西比州的珍珠河流域，本魚體呈圓柱形，唇厚，口近下位，背部綠色或淡棕色，沿著腹側為白色，體側呈現黃色，背側和側面的鱗片上有新月形的黑點，胸鰭、腹鰭和臀鰭均呈橙色或紅色，背鰭和尾鰭紅色，體長可達77公分，體重可達4公斤、壽命可達12年，棲息岩石底質、流動快速的溪流或湖泊底層水域，以貽貝、蝸牛、甲殼類動物和未成熟的水生昆蟲為食。由於其棲息地偏好、產卵需求範圍狹窄以及不能容忍高濁度、淤積和污染，該物種很容易受到許多威脅，也因其對環境的敏感性，它被用作衡量河流健康狀況的指標物種，可做為遊釣魚。